# گیرونیکو
گیرونیکو (به ایتالیایی: Gironico) یک منطقهٔ مسکونی در ایتالیا است که در استان کومو واقع شده‌است.

## خصوصیات
گیرونیکو ۴٫۵ کیلومترمربع مساحت و ۲٬۱۳۳ نفر جمعیت دارد.